# Arto Tunçboyacıyan
Pour les articles homonymes, voir Arto (homonymie).
Arto Tunçboyacıyan (né dans un petit village près d'Istanbul (Turquie) en 1957) est un multi-instrumentiste arménien d'avant-garde aux tendances folk.

## Carrière
Il participe à  plus de 200 enregistrements en Europe avant même de commencer sa carrière aux États-Unis, où il joue avec des grandes légendes du jazz comme Chet Baker, Al Di Meola, Joe Zawinul et Paul Winter.
Profondément attaché à la culture arménienne, il fonde notamment le groupe Armenian Navy Band et cofonde le duo Serart avec Serj Tankian). Il n'hésite cependant pas à élargir ses horizons en travaillant avec la chanteuse turque Sezen Aksu et le groupe de nu metal System of a Down. Il a participé à de nombreuses pièces de l'album Toxicity et quelques-unes de Steal This Album! en jouant de nombreux instruments et en chantant.

## Discographie

### Arto Tunçboyacıyan
- 1986 - Night Ark, Picture, RCA/Novus
- 1988 - Night Ark, Moments, RCA/Novus
- 1989 - Virgin Land, Keytone Records/Svota Music
- 1994 - Main Root, Keytone Records/Svota Music
- 1996 - Tears of Dignity (with Ara Dinkjian), Svota Music
- 1998 - Onno, Svota Music, 1998
- 1998 - Triboh (with M. P. de Vito and R. Marcotulli), PoloSud
- 1998 - Avci, Svota Music/Imaj Müzik
- 1998 - In Wonderland, Polygram
- 2000 - Night Ark, Petals on your Path, EmArcy
- 2000 - Every Day is a New Life, Living Music/Earth Music Production
- 2001 - Aile Muhabbeti, Svota Music
- 2004 - Türkçe Sözlü Hafif Anadolu Müziği, İmaj Müzik/Svota Music/Heaven and Earth
- 2005 - Artostan, Svota Music/ Heaven and Earth
- 2005 - Love Is Not In Your Mind (with Vahagn Hayrapetyan), Svota Music/Heaven and Earth
- 2006 - Le  voyage en Arménie, Iris Music

### Armenian Navy Band
- 1999 - Bzdik Zinvor, Svota Music
- 2001 - New Apricot, Svota Music
- 2004 - Sound of our life part I - "Natural Seeds", Svota Music / Heaven and Earth
- 2006 - How much is yours, Svota Music

### Serart
- 2003 - Serart (Sampler)
- 2003 - Serart